# 京都市立明徳小学校
京都市立明徳小学校（きょうとしりつめいとくしょうがっこう）は、京都府京都市左京区岩倉忠在地町にある公立小学校。本項では、現在の明徳校の源流である岩倉小学校についても述べる。

## 沿革
出典
- 1873年（明治6年）3月9日 - 京都府愛宕郡岩倉村・長谷村・中村・花園村・幡枝村・高野村（現 上高野）の6ヶ村からなる愛宕郡第7区の小学校として、岩倉小学校が創設（岩倉村字門前町 実相院門跡 庫裏）。
- 1875年（明治8年）4月 - 地区改正で愛宕郡第3区となり、高野村が別区になると共に、岩倉小学校は、字木野を除く岩倉村が通学域の「岩倉小学校（岩倉村字湯口町27番地 帝釈堂跡)」長谷村・中村・花園村が通学域の「長谷小学校（現在の長谷八幡宮西側）」幡枝村・岩倉村字木野が通学域の「木野小学校（現在の木野町公民館の土地）」の3つの地区別小学校に分離。
- 1886年（明治19年） - 学制改正に伴い、木野尋常小学校・岩倉尋常小学校・長谷尋常小学校と改称。
- 1889年（明治22年） - 町村制施行により、愛宕郡岩倉村・中村・長谷村・幡枝村・花園村が統合され、岩倉村が発足し、旧村名を継承した岩倉・長谷・幡枝・中・花園 の5大字が設置された。これに伴い、木野尋常小学校・長谷尋常小学校が岩倉尋常小学校に再統合されるが、木野尋常小学校は岩倉小 木野分校、長谷尋常小学校は岩倉小 長谷分校として存続。
- 1872年（明治25年） - 岩倉尋常小学校の各分校が再び分離独立し、木野尋常小学校・長谷尋常小学校が開校。
- 1895年（明治28年） - 岩倉尋常小学校が岩倉村大字岩倉字忠在地町1番地（現在の岩倉病院稲門寮・京都バス「西河原」バス停南東）に新築移転。
- 1908年（明治41年） - 岩倉尋常小学校・木野尋常小学校・長谷尋常小学校 が再々統合され明徳尋常小学校が設立。木野尋常小学校は明徳小 木野分校、長谷尋常小学校は明徳小 長谷分校、岩倉尋常小学校は明徳小 岩倉分校として存続。
- 1911年（明治44年） - 現在の本校地に、明治41年に廃校となった松ヶ崎高等小学校の建物を移築。次いで、岩倉分校・長谷分校・木野分校が廃止となり、校舎が本校地に移築される。
- 1913年（大正2年） - 明徳尋常小学校が完成。
- 1917年（大正6年） - 高等科が設置され、明徳尋常高等小学校と改称。
- 1918年（大正7年）5月 - 元郡役所の校舎を購入移築して講堂とし、旧講堂は教室に改築。
- 1926年（大正15年） - 運動場を、423坪から916坪へ拡張。
- 1927年（昭和2年） - 高等小学校に英語科加設。
- 1932年（昭和7年）8月 - 児童6人が三重県津市阿漕浦で溺死。海水浴のために訪れていたもの[2]。
- 1936年（昭和11年）9月 - 講堂及び2階建6教室の補強工事実施し、便所を新築。
- 1941年（昭和16年）4月 - 国民学校施行令に伴い、明徳国民学校と改称。同年、京都府師範学校の農村代用附属国民学校に指定される。
- 1945年（昭和20年） - 太平洋戦争のため、川岡校・師範附属校からの集団疎開の受け入れをする。
- 1947年（昭和22年）4月1日 - 戦後の学制改革により、岩倉村立明徳小学校が発足。高等科が廃止される。
- 1949年（昭和24年）4月 - 岩倉村の京都市編入に伴い、京都市立明徳小学校と改称。PTA発足。
- 1955年（昭和30年）12月 - 校歌制定。
- 1958年（昭和33年）12月 - 明徳小学校創立50周年記念式典挙行。
- 1961年（昭和36年） - 石座神社にて新校旗の入魂式を行う。
- 1963年（昭和38年）5月 - 講堂竣工式挙行。
- 1965年（昭和40年）3月 - 運動場補修工事完成。
- 1970年（昭和45年）8月 - プール竣工式並びにプール開き。
- 1974年（昭和49年）4月1日 - 岩倉北部地域の人口増加に伴い、明徳小学校北分校が設置される。
- 1975年（昭和50年）4月1日 - 北分校が分離独立し、岩倉北小学校が開校。
- 1976年（昭和51年）
  - 3月 - 校地北東小運動場に新校舎着工（鉄筋3階6教室）。
  - 11月 - 北校舎新築完成。
- 1977年（昭和52年）
  - 時期不明 - 中国より帰国子女8名入学し、日本語学級開設。
  - 4月 - 運動場改修工事完了。
- 1978年（昭和53年）3月 - 北校舎改築工事完了（鉄筋3階18教室）。
- 1981年（昭和56年）3月 - 本館改築工事完工。
- 1984年（昭和59年）4月1日 - 岩倉南部地域の開発に伴い、明徳小学校南分校が設置される。
- 1985年（昭和60年）4月1日 - 南分校が分離独立し、岩倉南小学校が開校[3][4][5][6]。
- 1989年（平成元年）5月 - 運動場全面改修。
- 1992年（平成4年）3月 - 野外活動用かまど完成。
- 1993年（平成5年）9月 - 体育館新築工事着工。運動会を岩倉グランドで実施。
- 1994年（平成6年）
  - 9月 - 体育館竣工。校舎周辺整備（正門・正門周辺・観察池）。
  - 10月 - ランチルーム完成
  - 11月 - 宝ケ池国際会議場で挙行された平安遷都1200年記念行事式典に京都市児童代表としてブループラネットを大合唱。
- 1995年（平成7年）1月 - 17日に発生した阪神・淡路大震災の被災地より転入生4名を受け入れ。
- 1996年（平成8年）
  - 4月 - プール改築工事開始。
  - 8月 - プール改築工事完成。
  - 11月 - コンピュータ教室を開設（コンピュータ7台設置）。
- 1997年（平成9年）3月 - 西校舎耐震補強着工。
- 1999年（平成11年）
  - 時期不明 - ことばときこえの教室開校。
  - 8月 - コンピュータ教室へ新しくコンピュータ16台設置（計23台）。
- 2007年（平成19年）11月 - 創立百周年記念式典挙行。
- 2017年（平成29年）11月 - 創立百十周年記念式典挙行。
- 2022年（令和4年）8月 - 災害用マンホールトイレ設置。
- 2024年（令和6年）3月 - 施設内水道管入替え工事完了。

## 校歌
作詞：鴫原一穂

作曲：中原都男

## 通学区域
以下の7地域。
- 岩倉上蔵町（第二北山病院以南、皆越地区の飛び地は市原野小学校区。）
- 岩倉忠在地町（叡山電鉄鞍馬線以北）
- 岩倉中在地町（岩倉川の東側の支流以南）
- 岩倉中町
- 岩倉西河原町（岩倉墓地南西の府道106号線と叡山電鉄鞍馬線が接する所以東。）
- 岩倉下在地町
- 岩倉花園町
- 岩倉長谷町（長谷八幡宮参道以南）
- 岩倉三宅町（叡山電鉄鞍馬線以東）

## 学校周辺
- 京都市立明徳幼稚園 - 同一敷地内で、かつ進学前幼稚園。
- ヨネダ岩倉診療所
- 京都市立岩倉図書館
- 京都市立忠在地公園
- 京都岩倉郵便局
- 心光院

## アクセス
- 京都バス26系統・29系統で、「十王堂橋」停留所下車後、徒歩約370m・約6分。
  - なお、24系統「岩倉農協前」停留所の方が学校敷地まで約30m程と近いが、「岩倉農協前」停留所からの道路設置個所の関係で、「十王堂橋」停留所で降りるより遠回りとなる。
- 叡山電鉄鞍馬線岩倉駅から、徒歩約530m・約8分。